# گوبرویل
گوبرویل (به فرانسوی: Gouberville) یک کمون در فرانسه است که در Canton of Saint-Pierre-Église واقع شده‌است.

## خصوصیات
گوبرویل ۲٫۷۹ کیلومترمربع مساحت و ۱۳۰ نفر جمعیت دارد و ۱۶ متر بالاتر از سطح دریا واقع شده‌است.